# Cantus Mundi
Cantus Mundi este primul program național de integrare socială prin cântec coral din România.

## Înființare
Cantus Mundi a fost creat de către dirijorul Ion Marin în 2011 cu ajutorul voluntarilor din cadrul Corului Madrigal. Programul Național Cantus Mundi a fost instituționalizat prin Hotărârea de Guvern numărul 821/2014, astfel devenind, dintr-o simplă idee, o direcție a instituției din cadrul Ministerului Culturii: Corul Național de Cameră Madrigal – Marin Constantin. Programul Național Cantus Mundi este coordonat de către Comitetul Interministerial format din reprezentanți din diverse instituții, numit prin ordinul Ministrului Culturii: Ministerul Culturii, Ministerul Dezvoltării Regionale și Administrației Publice, Ministerul Educației și Cercetării și Ministerul Muncii, Familiei, Protecție Socială și Vârstnici.

## Misiune
Programul național ce își propune să unească toți copiii din România a fost lansat în Parlamentul României, în timpul Galei Cantus Mundi, transmisă în direct la televiziunea națională. 700 de copii au participat, toți cântând împreună, mulți dintre ei întâlnindu-se atunci pentru prima oară în persoană.
Programul Național Cantus Mundi își propune să creeze o platformă care să cuprindă o bază de date extinsă de lecții online, lecții video și audio, precum și o unealtă de socializare și un motor pentru promovarea mișcării corale românești: un forum administrat de experți, galerii foto/video, o bază de date a tuturor corurilor din România. 
Misiunea programului național este de a uni toți copiii din România prin cânt coral. Pentru a face asta, Cantus Mundi se concentrează pe incluziunea socială, dezvoltare în zonele cu un grad scăzut de cultură sau fără cultură (cum sunt majoritatea zonelor rurale din România) și comunicare culturală și interactivitate. Toți copiii din România au dreptul să se dezvolte armonios, să comunice între ei și să crească împreună. Prin programul Cantus Mundi, inegalitățile sociale pot fi depășite prin utilizarea limbajului muzicii, prin cântec coral, care, ca o activitate de grup, ajută – prin comunicare nonverbală – creează o identitate socială, fără a face diferențe de rasă, religie, statut social, sau condiție economică. Prin muzică, tinerii aparținând diverselor culturi din România vor reuși să găsească punți de relație și comunicare, vor putea să se cunoască și să se accepte unul pe celălalt.

## Acțiuni
Cantus Mundi îi învață pe dirijori cum să creeze și să își crească corul propriu, cum să dezvolte un repertoriu, cum să dea culoare vieții din comunitatea lor. Beneficiile pentru dirijori includ pregătiri specializate pe diferite nivele de înțelegere, cu profesioniști de top – cu experiență de peste 50 de ani, specialiști ai Corului Național de Cameră Madrigal – Marin Constantin le devin mentori, sau chiar ai lor colegi de scenă – platformă administrativă online ce suportă munca unui cor, precum și apartenența și accesul la rețeaua națională de coruri din România.
Coriștii, pe de altă parte, beneficiază de un mediu pentru comunicare și interacțiune, ce include copii și tineri aparținând tuturor grupurilor sociale, precum și pregătiri și spectacole pe scenă cu Corul Național de Cameră – Marin Constantin și, desigur, calitatea de membru în cea mai mare platformă de socializare culturală din România.
Pregătirea unui cor începe în fața unui monitor, continuă în sala de repetiții și va culmina pe cele mai importante scene naționale și internaționale. Aceasta este viziunea noastră, astfel încât unul dintre elementele de noutate absolută a acestui program de educație este platforma online, pentru a facilita interacțiunea și activitatea la nivel național a tuturor dirijorilor și coriștilor din România.
Platforma Cantus Mundi facilitează instrumentele de coordonare și comunicare într-un grup. Odată ce corul a fost creat și toți membrii s-au înregistrat, platforma oferă posibilitatea trimiterii de mesaje către toți membrii, instantaneu. De exemplu, când un dirijor dorește să programeze o repetiție, sau atunci când doresc să trimită link-ul unui scor întregului cor, este de ajuns să se conecteze și să acceseze meniul „Corul meu”, unde au posibilitatea să trimită un mesaj direct, prin apăsarea unui buton. Curând, platforma va oferi posibilitatea ca mesajul trimis să fie chiar SMS. În plus, dirijorii vor fi capabili să trimită scorurile direct către membrii corului.

## Beneficii
Cantus Mundi oferă fiecărui membru mediul necesar să schimbe scoruri, să facă disponibile materialele pentru fiecare dirijor și corist din țară. Membri vor avea posibilitatea să folosească toate scorurile din baza de date a Corului Național de Cameră Madrigal – Marin Constantin și treptat vor avea acces la colecția de scoruri Cantus Mundi. Pentru cei ce abia își încep carierele, platforma poate produce și face disponibile scoruri audio, astfel încât repetițiile și învățarea de melodii să fie pe cât se poate de ușoară.
Un alt beneficiu oferit comunității este manualul de metode – Marin Constantin. Lunar, un volum din celebra lucrare va fi publicat online pentru membri Cantus Mundi. În plus, dacă încă rămân întrebări fără răspuns, membri pot contacta un specialist Cantus Mundi direct – membri Madrigal cu vastă experiență în domeniu. Astfel, dacă un dirijor are dubii despre ce repertoriu ar trebui să aleagă, sau acesta nu stăpânește anumite tehnici specifice dirijorului sau dacă pur și simplu dorește să pună o întrebare, acesta va primi răspuns online. 
Un alt aspect important a Programului Național Cantus Mundi constă în sesiunile de pregătire Cantus Mundi, ce sunt ținute de către specialiști cu vastă experiență la nivel pedagogic, dar de asemenea cu mii de ore de practică pe cele mai importante scene ale țării. Un nou element este implementarea de instrumente pentru dezvoltarea personală a dirijorilor și coriștilor care s-au înscris în program. Indiferent de experiența în domeniu, chiar și acolo aceasta nu există, Cantus Mundi are soluții pentru a forma un cor, să pregătească un dirijor, să stimuleze implicarea copiilor în mișcarea corală a României, sau să îmbunătățească performanța unui cor deja format.
Structurată pe nivele ce sunt clar definite, sesiunile de pregătire Cantus Mundi vor fi ținute în București și de asemenea în alte orașe ale țării în funcție de nivelul de înregistrare a corurilor noi în anumite zone geografice. La sfârșitul fiecărei sesiuni vor fi înmânate diplome de participare și obiective de atins, al căror îndeplinire va facilita participarea la următorul nivel de pregătire. 
Regulat, specialiștii Cantus Mundi vor înregistra și reda lecții video scurte care vor susține profesional dirijorii și coriștii. De asemenea, echipa Cantus Mundi lucrează la crearea primului manual coral. Muzicieni cu vastă experiență în acest domeniu își împărtășesc cunoștințele pentru a edita acest tip de instrument, pentru ca el să fie accesibil atât muzicienilor experimentați cât și începătorilor. 
Știind cât de important este să ai scoruri bune, lecții și sfaturi, Cantus Mundi oferă membrilor ei un spațiu care să faciliteze comunicarea cu propriile coruri. Indiferent că aceștia sunt dirijori sau coriști, sunt instrumente pentru a susține performanța corală.
Cantus Mundi oferă membrilor ei posibilitatea să intre în contact direct cu dirijori și coruri de copii din țară, să deschidă colaborări durabile în interiorul unei comunități în continuă creștere. În plus, îi implică pe membrii în proiecte naționale și internaționale, la care Corul Național de Cameră Madrigal – Marin Constantin participă, oferind șansa participării la concertele mari pe care corul le ține de peste 50 de ani, fără pauză. Periodic, vor fi tabere Cantus Mundi, activități în care un dirijor poate intra în contact atât cu membrii corurilor din diferite zone ale țării cât și cu dirijori și coordonatori ai zonei.
Toate caracteristicile acestui elaborat program național care este Cantus Mundi nu ar fi posibile dacă nu ar fi fost pentru președintele fondator, Maestrul Ion Marin, a cărui viziune a acestui proiect l-a transformat în program național. În 7 ani, 4100 de dirijori și 250 000 de coriști a celor 41 de județe din România vor face parte din Programul Național Cantus Mundi.